# Liste alphabétique de jeux de rôle
Cet article recense par ordre alphabétique les jeux de rôle sur table publiés.
- Haut – A
- B
- C
- D
- E
- F
- G
- H
- I
- J
- K
- L
- M
- N
- O
- P
- Q
- R
- S
- T
- U
- V
- W
- X
- Y
- Z

## Jeux de rôle commerciaux

### 0-9
- XVII : Au fil de l'âme : dans l’Europe historique du XVIIe siècle vous incarnez un possédé.
- 10 000 $ Reward

### A
- Aberrant
- Action! System
- Adventure Party, Olivier Caïra, Franck Plasse et coll. (Les XII Singes, 2010-2012)
- Aftermath!
- Agone
- Albedo
- Alice is missing
- Alienoïds
- Alien
- Aliens
- Amazing Engine
- Ambre, le jeu de rôle sans dé.
- Angel
- Animonde
- Apokryph : jeu de rôle mystique sur la religion chrétienne.
- Arkéos
- Aquelarre
- Aria
- Ars Magica
- Athanor, la Terre des mille mondes, le jeu des transformations.
- Aux armes, citoyens! Jeu de rôle pédagogique sur la Révolution française.
- Avant Charlemagne
- Aventures dans le Monde Intérieur : jeu dans lequel des gentlemen victoriens explorent un monde souterrain.
- Aventures extraordinaires et Machinations infernales : système SimulacreS version steampunk.

- Haut – A
- B
- C
- D
- E
- F
- G
- H
- I
- J
- K
- L
- M
- N
- O
- P
- Q
- R
- S
- T
- U
- V
- W
- X
- Y
- Z

### B
- Babylon 5 : système D20.
- (The) Babylon Project
- Barbarians of Lemuria
- BaSIC, de Chaosium
- Batman
- Battlelords of the 23rd Century
- Battlestar Galactica
- Berlin XVIII
- Beyond the Supernatural
- BIA, de Les XII Singes.
- Big Eyes Small Mouth
- Bitume
- Bloodlust, Bloodlust Métal : jeu de rôle médiéval-fantastique où les joueurs incarnent des armes douées d'une âme et/ou leurs porteurs. 2 éditions.
- Boot Hill : très ancien jeu de rôle dans le Far West, de la firme T.S.R. (éditrice de D&D).
- Brain Soda : jeu de rôle parodique sur les films d'horreur de série B ou Z.
- Brave New World (jeu de rôle)
- Bubblegum Crisis
- Buck Rogers
- Buffy the Vampire Slayer
- Bushido

- Haut – A
- B
- C
- D
- E
- F
- G
- H
- I
- J
- K
- L
- M
- N
- O
- P
- Q
- R
- S
- T
- U
- V
- W
- X
- Y
- Z

### C
- Campus
- Cadillacs & Dinosaurs
- Cadwallon
- Capitaine vaudou : système SimulacreS.
- Capharnaüm
- Cendres
- Champions
- Changelin : le Songe
- Changeling: The Lost
- Château Falkenstein
- Children of the Sun
- Chill : jeu de rôle contemporain d'enquête et d'horreur.
- Chimères (jeu de rôle)
- Chivalry and Sorcery (C&S) : jeu de rôle médiéval-fantastique.
- Chroniques oubliées, le jeu d'initiation
- Cirkus
- Conan, le jeu de rôle
- Conspiracy X
- Conspirations (Over the Edge).
- Contes ensorcelés
- COPS
- CORE Command
- Corpus mechanica et CM+, Anthony « Yno » Combrexelle : système générique tiré de Notre Tombeau et Adventure Party
- Corum : jeu de rôle médiéval-fantastique, d'après le Cycle de Corum de Michael Moorcock, sur le système de Stormbringer/Elric.
- Crimes
- Cyber Age : système SimulacreS version cyberpunk.
- Cybercity 2034
- Cyberpunk 2020
- Cyberpunk 3.0
- Cyberspace
- Cyborg Commando

- Haut – A
- B
- C
- D
- E
- F
- G
- H
- I
- J
- K
- L
- M
- N
- O
- P
- Q
- R
- S
- T
- U
- V
- W
- X
- Y
- Z

### D
- D20 System, de Wizards of the Coast.
- D6 Adventure
- D6 Fantasy
- D6 Galaxies, de Studio09.
- D6 System, de West End Games.
- Daredevils
- Dark Conspiracy
- Dark Earth
- Dark Heresy
- DC Heroes et  DC Universe RPG : deux jeux sur les héros des comics de la maison DC.
- Deadlands
- Delta Force
- Delta Green : univers de campagne sur le système de L'Appel de Cthulhu.
- Démon : La Chute
- Devâstra
- dK System : système de jeu générique inspiré de manière très simplifiée du système D20.
- Donjon : Clefs en main : le jeu de rôle inspiré de la bande-dessinée Donjon.
- Donjon : Dynastie et magiciens : le second jeu de rôle qui en est inspiré.
- Donjons et Dragons : l'ancêtre, le 1er jeu de rôle, médiéval-fantastique.
- (Advanced) Dungeons and Dragons (AD&D 1re et 2e éditions) : le jeu de rôle le plus joué de par le monde.
- Dungeons and Dragons (D&D 3e édition, édition 3.5, et 4e édition).
- Doctor Who
- DragonMech : système D20.
- DragonQuest
- Dying Earth, la Vieille Terre.

- Haut – A
- B
- C
- D
- E
- F
- G
- H
- I
- J
- K
- L
- M
- N
- O
- P
- Q
- R
- S
- T
- U
- V
- W
- X
- Y
- Z

### E
- Earthdawn
- Eberron : univers de campagne sur le système de Donjons et Dragons.
- Ecryme, la Geste des Traverses : jeu de rôle steampunk. La civilisation s'est réfugiée sur des îles pour échapper à l'inondation d'Ecryme, un acide d'origine inconnue ; les villes sont des havres de science à la Jules Verne, tandis que les Traverses, les ponts qui les relient, sont au Moyen Âge.
- Eléckasë : jeu de rôle français médiéval-fantastique; un univers assez classique mais une cosmogonie très élaborée, basée sur des forces cosmiques proches de celles de Moorcock.
- Elfquest
- Elric : refonte des anciennes éditions de Stormbringer.
- Empire galactique
- Empires & dynasties
- EmpyriuM : jeu de rôle français de science-fiction, générique et classique, basé sur un jeu par correspondance; un univers vaguement cyberpunk.
- En garde !
- Essentia
- Esoterroriste : traduction du jeu de Robine D. Laws (Over the Edge, ou Feng Shui) chez Pelgrane Press. L'Ordo Verotatis a pour mission de traquer les Esoterroristes, qui cherchent à déstabiliser le tissu de la réalité.
- Espionnage!
- EverQuest
- EW-System (Arkéos, Cirkus), d'Extraordinary Worlds Studio.
- Exil : jeu de rôle français steampunk dans lequel une civilisation d'humains, abandonnés par leurs maîtres extra-terrestres sur une lune nommée Exil, décident de s'ingérer dans les affaires des autres humains, barbares ceux-là, qui vivent sur la planète voisine.
- Exterminateur : le Jugement

- Haut – A
- B
- C
- D
- E
- F
- G
- H
- I
- J
- K
- L
- M
- N
- O
- P
- Q
- R
- S
- T
- U
- V
- W
- X
- Y
- Z

### F
- Fading Suns, la Geste du futur.
- Fae : l'âge des ténèbres, Dark Ages : Fae en anglais : version médiévale du jeu de rôle Changelin : le Songe.
- FATE
- Faucongris, Greyhawk en anglais : univers de campagne sur le système de Donjons et Dragons.
- Féerie : jeu de rôle français médiéval-fantastique sorti en 1985 par l'éditeur les ELFES.
- Feng Shui
- Final Frontier : jeu de rôle de science-fiction.
- FUDGE (Freeform Universal Do-it-Yourself Gaming Engine) : système universel de jeu de rôle.
- Fuzion, de R. Talsorian Games : autre système universel qui a servi aux jeux Cyberpunk et Mekton Zeta.
- Fvlminata : armed with lightning : jeu de rôle uchronique qui se déroule dans un Empire romain "parallèle".

- Haut – A
- B
- C
- D
- E
- F
- G
- H
- I
- J
- K
- L
- M
- N
- O
- P
- Q
- R
- S
- T
- U
- V
- W
- X
- Y
- Z

### G
- Gamma World : Donjons et Dragons version post-apocalyptique fantastique.
- GangBusters
- Ghost Dog
- Ghostbusters : jeu sur le thème du film éponyme, basé sur le D6 System.
- Godlike
- Golden Heroes
- Gormiti
- Guildes
- GURPS Cthulhupunk : univers cyberpunk et fantastique (d'horreur) sur le système de GURPS.
- GURPS Discworld : univers médiéval-fantastique parodique sur le système GURPS, d'après l'œuvre de Terry Pratchett (les Annales du Disque-Monde).
- GURPS, de Steve Jackson Games : système générique.

- Haut – A
- B
- C
- D
- E
- F
- G
- H
- I
- J
- K
- L
- M
- N
- O
- P
- Q
- R
- S
- T
- U
- V
- W
- X
- Y
- Z

### H
- HârnMaster
- HARP (High Adventure Role Playing) : système générique médiéval-fantastique.
- Hawkmoon : jeu de rôle médiéval-fantastique et de science-fiction, d'après le Cycle de Hawkmoon de Michael Moorcock, sur le système (modifié) de Stormbringer/Elric.
- Heavy Gear
- Heavy Metal
- Hellywood : univers mélangeant hardboiled et fantastique, avec un système de jeu inspiré du Craps.
- Hero System, de Hero Games.
- Hero Wars : jeu de rôle antique-fantastique dans le monde de Glorantha.
- HeroQuest : épigone du précédent.
- Heroes Unlimited
- Humanydyne, de l'éditeur Le Septième Cercle.
- Hurlements : cf. Chimères.
- Hystoire de Fou

- Haut – A
- B
- C
- D
- E
- F
- G
- H
- I
- J
- K
- L
- M
- N
- O
- P
- Q
- R
- S
- T
- U
- V
- W
- X
- Y
- Z

### I
- Immortal : jeu de rôle américain de type occulte; les personnages-joueurs y sont des Immortels et leur magie se pratique sous la forme de chants.
- Immortalis : le Crépuscule des Celtes : jeu de rôle se déroulant en Gaule conquise. Les personnages-joueurs s'opposent à un rituel qui rendrait l'empereur romain Tibère immortel.
- Imperium
- Imputrescibles
- In Nomine Satanis/Magna Veritas (I.N.S./M.V.) : jeu de rôle contemporain fantastique humoristique; les personnages-joueurs y incarnent des anges ou des démons et y combattent ceux d'en face.
- IronClaw
- Ironsworn, jeu de rôle solo ou en groupe dans un univers nordique de low fantasy
- Insectopia

- Haut – A
- B
- C
- D
- E
- F
- G
- H
- I
- J
- K
- L
- M
- N
- O
- P
- Q
- R
- S
- T
- U
- V
- W
- X
- Y
- Z

### J
- James Bond 007
- Jeu2role : jeu de rôle sur forum
- Jeu d'aventure de Lanfeust et du monde Troy
- Jeu d'Aventure du Seigneur des Anneaux
- Jeu de rôle du Seigneur des Anneaux : nouvelle version du jeu de rôle (avec un nouvel éditeur et d'autres auteurs) à la suite de la sortie de la trilogie moderne.
- Ji-Herp : jeu de rôle français médiéval-fantastique dans lequel l'ordre des Anciens Dieux est renversé par l'avènement de la religion chrétienne et de son ennemi, le satanisme.
- Jovian Chronicles
- Jeu de Rôle des Terres du Milieu (J.R.T.M., en anglais Middle-Earth Role Playing Game ou M.E.R.P., en allemand Mittel Erde Rollen Spiel ou M.E.R.S.) : jeu de rôle médiéval-fantastique d'après l'œuvre de J. R. R. Tolkien, principalement Le Seigneur des anneaux.
- Judge Dredd : système D20.

- Haut – A
- B
- C
- D
- E
- F
- G
- H
- I
- J
- K
- L
- M
- N
- O
- P
- Q
- R
- S
- T
- U
- V
- W
- X
- Y
- Z

### K
- Kingdoms of Kalamar (KoK) : univers de campagne sur le système de Donjons et Dragons.
- Kult
- Kuro : jeu de rôle français d'horreur à tendance cyberpunk de l'éditeur Le Septième Cercle; le Japon, isolé à la suite d'une catastrophe mystérieuse, doit s'organiser en autarcie.

- Haut – A
- B
- C
- D
- E
- F
- G
- H
- I
- J
- K
- L
- M
- N
- O
- P
- Q
- R
- S
- T
- U
- V
- W
- X
- Y
- Z

### L
- (L')Appel de Cthulhu (l'AdC), Call of Cthulhu en anglais : d'après l'œuvre de H.P. Lovecraft, le second jeu de rôle le plus joué, jeu contemporain (années 1890, 1920, ou 1990) d'horreur fantastique.
- (L')Œil noir, (Das) Schwarze Auge en allemand : jeu de rôle médiéval-fantastique.
- (L')Ultime épreuve : jeu de rôle médiéval-fantastique.
- (La) Brigade chimérique : l'encyclopédie et le jeu : le jeu de rôle dans l'univers de la bande dessinée éponyme.
- (La) Compagnie des glaces : d'après les romans de G.J. Arnaud.
- (La) Geste des Rêveurs de Vents
- (La) Griffe & le Croc
- (La) Méthode du Docteur Chestel
- (La) Terre Creuse : jeu de rôle uchronique et post-apocalyptique ; les Nazis, ayant gagné la guerre grâce à l'arme nucléaire, ont fondé un empire qui, mille ans après, est retombé au Moyen Âge et professe que la Terre est en fait une boule creuse.
- (Le) Livre des 5 Anneaux
- (Le) Monde de Murphy : jeu de rôle parodique ; un monde où s'applique la célèbre loi de Murphy qui stipule que tout ce qui va bien peut tourner mal, et que tout ce qui va mal peut devenir pire.
- (Le) Monde des ténèbres : univers générique pour plusieurs jeux de rôle (Vampire, Werewolf, Mage, Wraith, Changeling…)
- (Les) Divisions de l'Ombre : jeu de rôle français de l'éditeur Flamberge ; les héros sont des mutants (totalement humains d'apparence) pourchassés par un pouvoir mondial qui les a choisis comme boucs-émissaires pour distraire l'opinion des véritables problèmes ; regroupés au sein des Divisions de l'Ombre, ils finiront par découvrir d'autres menaces pour l'humanité…
- (Les) Lames du Cardinal : le jeu 2KPDP dans l'univers de la trilogie romanesque éponyme de Pierre Pevel.
- (Les) Royaumes oubliés, Forgotten Realms en anglais : univers de campagne sur le système de Donjons et Dragons.
- (Les) Secrets de la septième mer
- (Les) Terres Balafrées, Scarred Lands en anglais : univers de campagne sur le système de Donjons et Dragons système D20.
- (Les) Terres de légende, Dragon Warriors en anglais.
- (Les) Trois Mousquetaires, Flashing Blades en anglais.
- Lancedragon, Dragonlance en anglais : univers de campagne sur le système de Donjons et Dragons système D20.
- Land of the Rising Sun : version Japon médiéval de Chivalry and Sorcery.
- Lands of Adventure
- Lanfeust de Troy : le jeu de rôle dans l'univers de la bande dessinée éponyme.
- Légendes celtiques : jeu de rôle antique-fantastique.
- Légendes de la Table ronde, Légendes de la Vallée des Rois, Légendes des 1001 Nuits : jeux de rôle d'initiation datant des années 1980, sur les périodes historiques correspondantes (l'Europe arthurienne, l'Égypte antique, l'Arabie médiévale).
- Légendes des Contrées oubliées : jeu de rôle tiré de la BD éponyme, distribué en librairie; le monde a été créé par les Puissances, mais ces dernières se sont entretuées, et les races mortelles cherchent leur voie dans les ruines de leur affrontement.
- Legio VII : jeu de space opera à la frontière entre le jeu de guerre ("wargame") et le jeu de rôle proprement dit.
- Little Fears
- Living Steel
- Loup-garou : l'Apocalypse, Werewolf: the Apocalypse en anglais.
- Loup-garou : les Déchus, Werewolf: the Forsaken en anglais : nouvelle édition de Loup-Garou : l'Apocalypse pour le Monde des Ténèbres 2.
- Lyonesse : jeu de rôle médiéval-fantastique d'après le Cycle de Lyonesse de Jack Vance.

- Haut – A
- B
- C
- D
- E
- F
- G
- H
- I
- J
- K
- L
- M
- N
- O
- P
- Q
- R
- S
- T
- U
- V
- W
- X
- Y
- Z

### M
- Macho Women with Guns : jeu de rôle américain humoristique édité par Blacksburg Tactical Research Center et édité en français par Le Septième Cercle.
- Mage : l'Ascension, Mage: the Ascension en anglais.
- Mage : l'Eveil, Mage: the Awakening en anglais : nouvelle version de Mage : l'Ascension pour le Monde des Ténèbres 2.
- Mage: the Sorcerer's Crusade : version Renaissance de Mage : l'Ascension.
- Maléfices
- Mantel d'acier
- Marvel Super Heroes Adventure Game, Marvel Super Héros, Marvel Universe Roleplaying Game : jeu de rôle sur les héros de l'univers Marvel.
- Masterbook, de West End Games.
- Mega, Mega 2, Mega III : jeu de rôle de science-fiction.
- Mekton ou Mekton Zeta : jeu de rôle de science-fiction tournant autour des robots géants de la japanimation.
- Men in Black : jeu de rôle basé sur le D6 System de West End Games, dans lequel on joue les MIB du film homonyme.
- Merc
- Métabarons
- Metamorphosis Alpha : Donjons et Dragons version space opera.
- Midnight : jeu de rôle médiéval-fantastique qui s'inspire du Seigneur des Anneaux mais dans lequel ce sont les forces du Mal qui ont vaincu celles du Bien.
- Miles Christi
- Momie : la Résurrection
- Mouse Guard : Jeu de rôle basé sur les BD du même nom ou Légendes de la garde en français.
- Mousquetaires de l'ombre : jeu de rôle français dans lequel un vaisseau spatial carcéral s'écrase en France en 1650, poussant Richelieu à former un corps secret de mousquetaires chargés de ramener les évadés à leurs geôliers extraterrestres, qui leur fournissent en échange du matériel de pointe.
- Multimondes
- Munchkin : système D20 parodique.
- Mutant Chronicles
- Mutants & Masterminds
- Mutazoïds
- Mythes et légendes de Béliandres
- Mythic Russia
- Myranor - Das Güldenland

- Haut – A
- B
- C
- D
- E
- F
- G
- H
- I
- J
- K
- L
- M
- N
- O
- P
- Q
- R
- S
- T
- U
- V
- W
- X
- Y
- Z

### N
- Nains et Jardins : jeu de rôle humoristique français dans lequel on incarne un nain de jardin pour préserver la nature.
- Nautilus : jeu de rôle dans l'univers de Jules Verne.
- Nephilim : jeu de rôle français contemporain fantastique.
- Nightbane
- Nightlife
- Nightprowler : jeu de rôle médiéval-fantastique où les joueurs incarnent divers types de petits ou grands criminels (voleurs, espions, spadassins, assassins...). 2 éditions.
- Ninja Burger
- Ninjas & Superspies
- Nobilis
- Notre Tombeau, Anthony Combrexelle (Les XII Singes, 2009)

- Haut – A
- B
- C
- D
- E
- F
- G
- H
- I
- J
- K
- L
- M
- N
- O
- P
- Q
- R
- S
- T
- U
- V
- W
- X
- Y
- Z

### O
- Obsidian
- One percent
- Oniros : version "allégée" de Rêve de Dragon, pour l'initiation.
- Orkworld

- Haut – A
- B
- C
- D
- E
- F
- G
- H
- I
- J
- K
- L
- M
- N
- O
- P
- Q
- R
- S
- T
- U
- V
- W
- X
- Y
- Z

### P
- Palladium Fantasy RPG
- Paranoïa : jeu de rôle de science-fiction (très) humoristique.
- Patient 13
- Pavillon Noir
- Pendragon : jeu de rôle médiéval-fantastique.
- Phoenix Command
- Pirates!, un jeu humoristique gratuit librement inspiré du film Pirates, de Roman Polanski.
- Plagues
- Pokéthulhu : parodie des Pokémon dans l'univers de Howard Philipps Lovecraft.
- Polaris
- Post mortem : jeu de rôle parodique dans lequel les joueurs incarnent leurs anciens personnages morts dans d'autres jeux de rôle.
- Powers & Perils
- Prédateurs
- Premiers Âges
- Praetoria Prima : jeu de rôle antique historique dans l'Empire romain sous Néron.
- Princes-Dragons : version système D20 de Stormbringer/Elric.
- Privateers & Gentlemen
- Prophecy
- Psi World

- Haut – A
- B
- C
- D
- E
- F
- G
- H
- I
- J
- K
- L
- M
- N
- O
- P
- Q
- R
- S
- T
- U
- V
- W
- X
- Y
- Z

### Q
- Qin

- Haut – A
- B
- C
- D
- E
- F
- G
- H
- I
- J
- K
- L
- M
- N
- O
- P
- Q
- R
- S
- T
- U
- V
- W
- X
- Y
- Z

### R
- R.A.S.
- R.Ê.V.E.S., de la F.F.J.D.R..
- R.O.L.E. (Règles Optionnelles Limitées à l'Essentiel), de Casus Belli et la Charte angoumoise.
- Raôul
- Ravenloft : univers de campagne de Donjons et Dragons système D20.
- Réalités 2015
- Recon : jeu de rôle américain contemporain à l'ambiance "virile", basé sur les livres de Tom Clancy; les héros y sont chargés de défendre les intérêts américains dans le monde, par des moyens pas toujours éthiques.
- Retrofutur
- Rêve de Dragon : jeu de rôle "médiéval-onirique".
- Rifts
- Robotech : d'après le feuilleton télévisé anime.
- Rolemaster : jeu de rôle médiéval-fantastique générique dont s'inspire le système de règles du Jeu de Rôle des Terres du Milieu.
- Rune
- RuneQuest : jeu de rôle antique-fantastique dans le monde de Glorantha.
- Reflets d'acier : jeu de rôle médiéval-fantastique par JBX

- Haut – A
- B
- C
- D
- E
- F
- G
- H
- I
- J
- K
- L
- M
- N
- O
- P
- Q
- R
- S
- T
- U
- V
- W
- X
- Y
- Z

### S
- SangDragon : système Simulacres version heroic fantasy.
- Savage Worlds : système générique de jeu de rôle basé sur celui de Deadlands.
- Scales
- Scion: Hero, et ses suites Scion: Demi-God et  Scion: God.
- Sengoku
- Shaan : un monde barbare entre magie et technologie.
- Shadow World : univers de campagne de Rolemaster.
- Shadowrun
- Shatterzone : jeu de rôle américain de science-fiction; son histoire est singulière, car il s'agit en fait d'un pot-pourri de tout ce que West End Games n'avait pas eu le droit de mettre dans Star Wars pour des raisons de licence.
- Silver Age Sentinels
- SimulacreS, le jeu de rôle élémentaire, de Casus Belli.
- Skyrealms of Jorune
- SLA Industries : jeu de rôle écossais (et le revendiquant) de science-fiction teintée de cyberpunk.
- Sláine : système D20.
- Space 1889 : jeu de rôle steampunk dans un monde où les puissances coloniales européennes font la course aux planètes du Système solaire.
- Space Opera : jeu de rôle de space opera (!).
- Spacemaster : Rolemaster version space opera.
- Spycraft : système D20.
- Star Frontiers
- Star Munchkin : version space opera de Munchkin.
- Star Trek : d'après la série de Gene Roddenberry, surtout axé sur Voyager et DS9.
- Star Wars, les jeux de rôle de Star Wars.
- Starship Troopers
- Stella Inquisitorus : In Nomine Satanis/Magna Veritas version space opera.
- Stormbringer : jeu de rôle antique-fantastique d'après le Cycle d’Elric de Michael Moorcock.
- Strange Frontiers
- Super Babes
- Super Squadron
- Superworld
- Swordbearer
- Système Palladium : système générique de Palladium Books.

- Haut – A
- B
- C
- D
- E
- F
- G
- H
- I
- J
- K
- L
- M
- N
- O
- P
- Q
- R
- S
- T
- U
- V
- W
- X
- Y
- Z

### T
- Tales from the Floating Vagabond
- Talislanta
- Te deum pour un massacre
- Technoguerriers (Mechwarrior) : l'adaptation du jeu de plateau Battletech.
- Teenage Mutant Ninja Turtles & other strangeness
- Teenagers From Outer Space : jeu de rôle parodique dans lequel on incarne des extra-terrestres venus étudier sur Terre et qui caricaturent l'image de l'étudiant américain moyen.
- Terre²
- The Mechanoid Invasion|(The) Mechanoids
- Tékumel: empire of the petal throne
- (The) Morrow Project
- Thoan : jeu de rôle fantastique et de science-fiction d'après la Saga des Hommes-Dieux de Philip José Farmer.
- Tigres volants
- Time & Time Again
- Time Lord
- Time Master
- Toon
- Top Secret
- Torg, la Guerre des Réalités : jeu de rôle dans lequel certaines parties de la Terre sont envahies par des mondes parallèles (la France devient la Cyberpapauté, le Canada la Terre Vivante, etc.).
- Tous pour un ! Régime diabolique (All for one: Régime Diabolique)
- Transhuman Space : Jeu de rôle par Steve Jackson Games.
- Trauma
- Traveller
- Tribe 8 : jeu de rôle occulte post-apocalyptique; la Terre a été dévastée par des extra-terrestres, les hommes ont survécu grâce à des êtres nommés les Fatima, mais ces derniers instaurent une civilisation oppressive.
- Trinités : jeu de rôle d'occultisme contemporain ; depuis toujours, un groupe de 72 êtres surhumains, les Trinités, est chargé de faire le choix entre le Bien et le Mal pour décider de l'avenir du monde ; les héros sont parmi les derniers de ces êtres et doivent à leur tour faire ce choix.
- Trinity
- Tunnels et Trolls (T&T) : l'un des plus anciens jeux de rôle médiéval-fantastiques.
- Twilight 2000 : jeu de rôle post-apocalyptique.

- Haut – A
- B
- C
- D
- E
- F
- G
- H
- I
- J
- K
- L
- M
- N
- O
- P
- Q
- R
- S
- T
- U
- V
- W
- X
- Y
- Z

### U
- Universe
- Unknown Armies : jeu de rôle d'occultisme contemporain, plus ou moins basé sur les légendes urbaines, dans lequel des gens ordinaires se trouvent de petits pouvoirs magiques et bâtissent une société parallèle.
- Usagi Yojimbo

- Haut – A
- B
- C
- D
- E
- F
- G
- H
- I
- J
- K
- L
- M
- N
- O
- P
- Q
- R
- S
- T
- U
- V
- W
- X
- Y
- Z

### V
- Vampire : L'Âge des ténèbres : version Moyen Âge de Vampire : la Mascarade.
- Vampire : La Mascarade (Vampire: the Masquerade en anglais), aussi décliné au passé dans Vampire : Ère Victorienne.
- Vampire : le Requiem
- Vampires d'Orient : version Extrême-Orient de Vampire : la Mascarade.
- Vermine
- Verne et Associés, 1913 : tout ce qu'a créé Jules Verne existe, les personnages de Jules Verne sont vivants, Jules Verne dirige une organisation philanthropique.
- Villains & Vigilantes (V&V)

- Haut – A
- B
- C
- D
- E
- F
- G
- H
- I
- J
- K
- L
- M
- N
- O
- P
- Q
- R
- S
- T
- U
- V
- W
- X
- Y
- Z

### W
- Warhammer, le Jeu de rôle fantastique : jeu de rôle médiéval-fantastique.
- Warmachine
- Wars
- Werewolf : the Wild West : version Far West de Loup-garou : l'Apocalypse.
- Whog Shrog
- Wild West
- WitchCraft : (a connu une VF : SorCellerie), jeu de rôle fantastique contemporain, parfois accusé de plagier le Monde des Ténèbres.
- Within
- Wraith : le Néant
- Würm
- Wushu
- Wuxia

- Haut – A
- B
- C
- D
- E
- F
- G
- H
- I
- J
- K
- L
- M
- N
- O
- P
- Q
- R
- S
- T
- U
- V
- W
- X
- Y
- Z

### Y
- Yggdrasill

- Haut – A
- B
- C
- D
- E
- F
- G
- H
- I
- J
- K
- L
- M
- N
- O
- P
- Q
- R
- S
- T
- U
- V
- W
- X
- Y
- Z

### Z
- Zone
- Z-Corps : se déroule dans un univers ravagé progressivement par une infestation de zombies.

- Haut – A
- B
- C
- D
- E
- F
- G
- H
- I
- J
- K
- L
- M
- N
- O
- P
- Q
- R
- S
- T
- U
- V
- W
- X
- Y
- Z

## Jeux de rôle amateurs
La plupart de ces jeux sont gratuits et disponibles sur Internet.
- Aberration : jeu contemporain fantastique-apocalyptique.
- Alvanttid : jeu médiéval-fantastique.
- Apokryph
- Archipel, le jeu de rôle : passe d'un univers médiéval fantastique dans son premier opus à un univers post-apocalyptique dans les dernières extensions.
- Armmme : jeu de gestion de taverne dans lequel on joue des orcs, trolls, et autres gobelins.
- Barjoland : monde similaire à celui du film « Qui veut la peau de Roger Rabbit ».
- Bernard & Jean : jeu parodique permettant de jouer des gendarmes dans le sud de la France.
- Chroniques de la Lune Noire Jeu de Rôle : adaptation des bandes dessinées « Chroniques de la Lune Noire » en jeu de rôle.
- Confusion
- Continuum Time Shadows : jeu de rôle ayant pour cadre les voyages dans le temps et les paradoxes qu'ils peuvent engendrer.
- Crimes : œuvre historique fantastique de Yann Lefèbvre et ses collaborateurs ; au cœur de la Belle Époque, sous les ordres du préfet Lépine, un groupe d'enquêteurs se voit confronté à la décadence du XIXe siècle.
- Cthulhu Fhtagn : alternative au jeu d'horreur lovecraftien.
- Diesel & Dust : jeu post-apocalyptique dans la veine de « Mad Max ».
- Dodlands : à la fois un vaste univers de space opera mêlant magie, fantastique, et haute technologie, et un système de jeu de rôle générique.
- Empire et destinée : Jeu médiéval fantastique. L'empereur est mort et une lutte de pouvoir pour prendre le trône se déclenche.
- Espace Artemis : univers futuriste-optimiste.
- Everyday is halloween: époque victorienne univers horreur-fantastique
- Fantasia : dans un monde médiéval-steampunk, l'absurde est matérialisé par le nonsense, les zones stables constituent les seules régions vivables.
- Fallout R.P.G. : jeu de rôle en français basé sur l'univers du jeu informatique Fallout.
- Gavrinis
- Gahan Universe
- Garde-robe, the monstering : de jeunes enfants prisonniers dans un monde monstrueux.
- Garous, jeu de rôle libre : jeu de rôle proposant de jouer des garous d'origine animale, végétale, ou élémentale.
- Heroes Academy : jeux de rôle proposant d'incarner des super héros de comics américains
- Hoshikaze 2250 : adaptation de l'univers de science fiction du même nom.
- Jaafir
- JRJRF, les Jeunes Royaumes Jeu de Rôle Fantastique : jeu de rôle médiéval-fantastique initialement conçu comme une version "avancée" du jeu Stormbringer / Elric mais qui s'en est finalement émancipé pour développer un monde de jeu original et n'ayant plus que d'infimes et anecdotiques points commun avec le monde de Michael Moorcock.
- Knight and Wizard: jeu de rôle médiéval-fantastique.
- Kosmos : jeu de rôle dans la mythologie grecque, version système BaSIC et version système Barbarians of Lemuria.
- La Saousie : Univers de type onirique / siècle des lumières fantasy.
- Labyrinth
- Le Syndrome de Babylone
- Les Chroniques Pourpres
- Lycéenne R.P.G. : jeu proposant d'incarner une lycéenne aux prises avec les aléas de la vie adolescente.
- Magie Éternelle : jeu de rôle fantastique.
- Marcel Super Blaireaux : jeu parodique de super-héros se déroulant dans la ville de Blairopolis.
- Mousquetaires de Sang : jeu dans l'univers des romans de Pierre Pevel, mais les Mousquetaires ont des pouvoirs paranormaux.
- Murmures d'un Emoya : jeu fantastique évoluant dans un monde d'îles flottantes...
- P'tites sorcières : jeu dans lequel on joue des petites sorcières.
- Palimpseste
- Patient 13
- Point Zéro : jeu de science-fiction conspirationniste.
- Prima : Incarnez la divinité de vos rêves.
- Reflets d'Acier : jeu de rôle médiéval-fantastique.
- R.E.D.O.N. (Règles Expertes Dierickx l'Œil noir): jeu de rôle médiéval-fantastique dont les règles sont inspirées de la première version de L'Œil noir.
- René R.P.G. : jeu parodique dans l'univers romantique de François-René de Chateaubriand.
- République Universelle
- Réservoir Bats
- Rokugan 2000 : adaptation cyberpunk de l'univers fantastique japonais du Livre des cinq anneaux.
- Singaril
- Solsys : background space opera très orienté vers le genre hard science avec une approche très réaliste.
- Solsys-Apocalypse : la genèse du monde de Solsys.
- Songe : jeu de rôle de cape et d'épée dans un monde onirique.
- StarGate
- Supra
- Suprématie: moteur générique de jeux de rôle.
- Tiers Âge : jeu de rôle poétique dans le monde du Seigneur des anneaux de J. R. R. Tolkien.
- (La) Terre des Héros : aventures épiques dans l'univers de J. R. R. Tolkien.
- Tempêtes et Jambes de bois: jeu dans un monde de pirates et de magie.
- Tout le monde est John : jeu humoristique pouvant être adapté à n'importe quel univers.
- Twin Galaxies : jeu de science-fiction appartenant principalement au genre space opera, dans lequel les héros vivent des aventures épiques à l'échelle des galaxies jumelles.
- Undead : jeu de rôle permettant de jouer des personnes se transformant en zombies.
- Virandia : jeu permettant d'incarner des joueurs de M.M.O.R.P.G...
- Wrath of Heroes.